# 2673 Lossignol
2673 Lossignol eller 1980 KN är en asteroid i huvudbältet som upptäcktes den 22 maj 1980 av den belgiske astronomen Henri Debehogne vid La Silla-observatoriet. Den är uppkallad efter familjen Lossignol, vänner till upptäckaren.
Asteroiden har en diameter på ungefär 15 kilometer och den tillhör asteroidgruppen Themis.